# John Turnbull Thomson

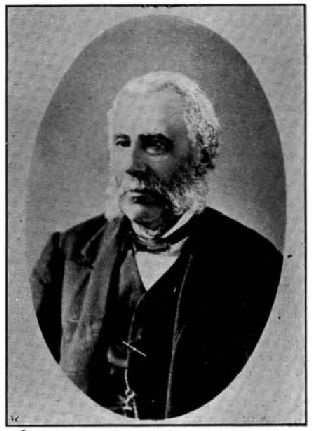
John Turnbull Thomson

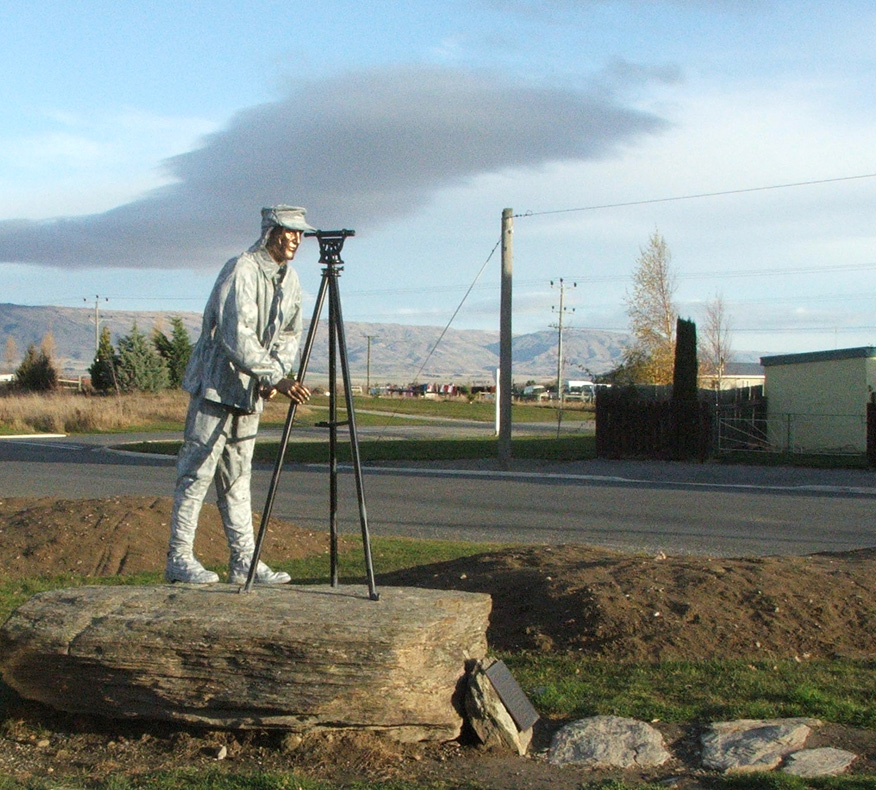
Thomson Memorial in Ranfurly, New Zealand.

John Turnbull Thomson (* 10. August 1821 auf Glororum bei Bamburgh; † 16. Oktober 1884 in Invercargill) war ein britischer, später in Singapur und Neuseeland wirkender Ingenieur und Amateurmaler, der im 19. Jahrhundert eine wichtige Rolle in der frühen Entwicklung Singapurs und Neuseelands spielte.

## Kindheit und Ausbildung
Thomson wurde am 10. August 1821 auf der Farm Glororum bei Bamburgh im englischen Northumberland als drittes Kind von Alexander Thomson und seiner Frau Janet, geborene Turnbull, geboren. Sein Vater war dritter Sohn von James Thomson aus Earnslaw in Berwickshire, seine Mutter war eine Tochter von John Turnbull aus Abbey St Bathans in Berwickshire. Am 28. September wurde er in Warenford getauft.
Nachdem sein Vater 1830 bei einem Jagdunfall ums Leben gekommen war, zog seine Mutter mit ihm zurück zu ihren Eltern nach Abbey St Bathans. Er erhielt seine Bildung an der Wooler and Duns Academy (Duns Academy). Hier kam er in Kontakt mit den Söhnen von Großgrundbesitzern auf der Insel Penang, die als Kind das Land seiner Träume wurde.
Am Marischal College in Aberdeen belegte er einen Mathematikkurs und war kurzzeitig an der Edinburgh University. Anschließend studierte er an der Peter Nicholson’s School of Engineering in Newcastle-on-Tyne Ingenieurwesen.
Thomson erhielt von der Britischen Ostindien-Kompagnie den Auftrag, die Ländereien von Scott, Brown and Company auf Penang zu vermessen und schiffte sich 1838 nach Ostasien ein.

## Singapur
Thomson traf 1838 im jugendlichen Alter in den britischen Straits Settlements in Südasien ein und arbeitete 1838 bis 1841 an Vermessungsarbeiten im Dschungel von Penang und der Nachbarprovinz Wellesley. Dies war ein entbehrungsreiches, einsames Leben.
Die hohe Qualität der dabei entstandenen Karten zog die Aufmerksamkeit des Gouverneurs der Straits Settlements, damals George Bonham, auf sich. Im Oktober 1841 ernannte er ihn zum Vermesser und Ingenieur der Regierung für die Eastern Settlements, insbesondere Singapur. 1844 wurde er als Superintendent Bauleiter für den Straßenbau und Bauarbeiten der öffentlichen Hand.
In Singapur war er für Entwurf und Bau einer Anzahl bedeutender Bauwerke, darunter Brücken, Straßen und Krankenhäuser, verantwortlich. Er führte die Grundstücksvermessung von Singapur, die topografische Vermessung der Insel Singapur und zugehöriger Flächen und (zusammen mit Kapitän Congalton) die Erstellung von Seekarten der Meeresflächen der Straße von Singapur sowie der Ostküsten von Johore und Penang durch. Dabei entstanden eine Vielzahl von Karten. Sein bedeutendstes Werk war von 1847 bis 1851 der Bau des Leuchtturmes Horsburgh Lighthouse auf Pedra Branca an der östlichen Zufahrt Singapurs, der noch heute in Gebrauch ist. Der 1868 fertiggestellte und nach ihm benannte Stausee heißt seit 1922 MacRitchie-Stausee. Das Leben im Tropenklima auf der der Witterung ausgesetzten Leuchtturminsel ließ ihn erkranken, so dass er 1853 wieder nach England zurückkehrte.

## Europa
In England studierte er das moderne Ingenieurwesen und reiste durch Großbritannien und Europa, um Ingenieurbauten zu studieren. Nachdem er sich erholt hatte, wurde ihm empfohlen, sich in gemäßigtem Klima aufzuhalten; so wählte er Neuseeland als neue Heimat.

## Neuseeland
Anfang 1856 traf er auf der Ashmore in Auckland ein, im Mai 1857 erreichte er Otago. Eigentlich hatte er vorgehabt, in seinem Beruf als Vermesser zu arbeiten, änderte jedoch seine Meinung und wollte Schafzüchter werden. Das Canterbury Survey Office teilte ihm jedoch mit, alles geeignete Land sei bereits vergeben. Diese Einschätzung beruhte allerdings eher auf der völligen Unkenntnis des Landesinneren.
Aufgrund des in Singapur erworbenen Rufes bot ihm jedoch Kapitän Cargill am Tag vor seiner geplanten Rückkehr nach England den Posten des Chief Surveyor (Obersten Vermessers) der Provinz Otago an, den er bis 1873 innehatte. Die riesige Fläche der Provinz war bislang überhaupt nur entlang der Küste kartiert. Im Mai 1856 trat er seinen Dienst in Dunedin an.
Seine erste Hauptaufgabe war es, einen geeigneten Standort für die geplante Stadt Invercargill zu finden. Im September 1856 führte er vor Ort die Stadtplanung durch, dabei plante er die Hauptstraßen doppelt so breit wie damals üblich und reservierte zahlreiche Landflächen für den öffentlichen Gebrauch.
In der kurzen Zeit von 1857 und dem Beginn 1858 führte eine erste Grobvermessung großer Teile des Landesinneren vor allem des Südteiles der Südinsel durch. Er bediente sich bei seinen Vermessungen der Methode der Triangulation anstelle der seinerzeit oft verwendeten, weniger genauen Winkelbestimmung mit dem Kompass.
Er gelangte im Norden bis zum Aoraki/Mount Cook, im Westen bis zum Waiau River. Er folgte dem Lauf des Waitaki River bis zu seiner Quelle am Lake Pukaki, ebenso erkundete er den Verlauf des Waiau River, Aparima River, Ōreti River und Mataura River bis zu deren Quellen. Den Lindis Pass benannte er bei seiner Überquerung nach der Insel Lindisfarne in Northumbria. Er bestieg den Mount Grandview und gab hier dem Mount Aspiring und Mount Pisa ihre Namen. Nach der Farm seines Großvaters benannte er den Mount Earnslaw, der wiederum der Namenspatron des Schiffes TSS Earnslaw auf dem Lake Wakatipu war. Auf seine Namensgebung gehen auch Twizel River, Cardrona River und Mount St Bathans zurück. Eine erste Karte des Inlandes von Otago wurde 1860 veröffentlicht.
Viele Namen in der Region verweisen auf Thomsons Herkunft aus Northumbria. Es soll bezüglich der Namensgebung zu Konflikten zwischen Thomson, der die Orte mit traditionellen Bezeichnungen der Māori benennen wollte, und den Behörden, die dies ablehnten, gekommen sein. Thomson gab daraufhin vielen Orten Namen mit Bezug zu Northumbria. Oft sind sie die northumbrische Dialektform von Tiernamen. In der Region Maniototo um die Stadt Ranfurly gibt es viele solche Namen wie Kyeburn, Gimmerburn, Hoggetburn und Wedderburn, das Gebiet wird daher scherzhaft auch Thomson’s Barnyard (Thomsons Bauernhof) genannt.
1858 wurde er Provincial Engineer of Otago und legte als solcher die erste geschotterte Straße in Dunedin an. 1859 legte er die Hauptverbindungsstraße der Stadt Richtung Norden über Blueskin und Richtung Süden in die Taieri Plains an. Auch die Taieri Bridge gehört zu seinen Werken.
Neben der Kartierung gehörte auch der Bau der Hauptausfallsstraßen von Dunedin zu seinen Verantwortlichkeiten. Die Brücken über den Nord- und Südarm des Waianakarua River werden bis heute befahren. Außerdem beaufsichtigte er die Abtragung des Bell Hill, die die Erweiterung des Stadtgebietes möglich machte.
Die Goldfunde von Tuapeka im Jahre 1861 führten zu einem unerwarteten Wachstum in der Region. Daher wurde die mit der Vermessung von Goldfeldern betraute Gold Fields Surveys 1867 dem Survey Department unterstellt. Thomson teilte das Gebiet der Goldfunde in vier Distrikte mit Vermessungsbüros in Lawrence, Queenstown, Clyde und Hamiltons auf. In einem Bericht aus dem Jahr 1869 stellt er fest, dass durch die von ihm verwendete Methode der Triangulation jeder Claim des Gebietes genau registriert sei. Der Otago Waste Lands Act trennte 1872 die Ämter des Chief Commissioner of Crown Lands und Commissioner to the Waste Lands Board von denen des Chief Surveyor. Thomson erhielt die zwei erstgenannten Ämter in Personalunion.
1869 baute er in seinem Haus ein astronomisches Observatorium, um durch eigene Beobachtungen der Sterne den für seine Vermessungen als Bezug festgelegten Längengrad selbst zu ermitteln.
Anlässlich des (nur auf der Südhalbkugel zu beobachtenden) Venustransits 1874 fungierte er als Berater für US-amerikanische und britische Forschungsgruppen, die zu deren Beobachtung nach Neuseeland gereist waren. Der Expeditionsleiter der Briten untersuchte auf Bitten der Neuseeländischen Regierung den Stand des neuseeländischen Vermessungswesens. 1875 veröffentlichte Major H.S. Palmer einen vernichtenden Bericht zur Qualität der Vermessungsarbeiten in den Provinzen Neuseelands. Thomsons Triangulationssystem wurde als einzige lobend hervorgehoben.
Am 1. Mai 1876 wurde Thomson anlässlich der Abschaffung der neuseeländischen Provinzen der erste Surveyor-General of New Zealand (Oberste Vermesser Neuseelands) im neu geschaffenen Survey Department. Er zog an seinen neuen Amtssitz nach Wellington und führte in den Folgejahren sein Vermessungssystem landesweit ein und verfasste dazu ein Handbuch für die Vermesser. Am 31. Oktober 1879 trat er zurück, Amtsnachfolger wurde sein Stellvertreter in Otago, James McKerrow.
Thomson reiste nach England und hielt eine Reihe wissenschaftlicher Vorträge.
1879 zog er sich nach Glastonbury bei Invercargill zurück und bekleidete einige Zeit das Amt des Bürgermeisters. Eine Kandidatur für den Parlamentssitz von Mataura anlässlich der Parlamentswahlen 1881 blieb erfolglos.

## Autor und wissenschaftliche Arbeit
Er war Mitglied des New Zealand Institute, Fellow der Royal Geographical Society, Mitglied der Royal Scottish Society of Arts, der Natural History Society of Newcastle-upon-Type, und 1869 einer der Gründer des Otago Institute sowie 1880 des Southland Institute. Er veröffentlichte zahlreiche wissenschaftliche und vermessungstechnische Arbeiten, darunter auch Beiträge zur Ethnologie und Astronomie. Thomson schrieb sechs Bücher, darunter Some glimpses into life in the Far East (1864) and Rambles with a philosopher (1867), in denen er sein Leben als Vermesser in Asien und Neuseeland beschreibt.
Außerdem übersetzte er die Autobiografie seines Malaiisch-Lehrers Abd Allāh ibn 'Abd al-Kādir, Hakayit Abdulla (bin Abdulkadar), mūnshi von 1874 aus dem Malaiischen.
Aufgrund seiner Kenntnisse von Hindustani und Malaiisch befasste er sich mit vergleichender Sprachforschung und entwickelte ein auf philologischen Daten beruhende Theorie der Verbreitung der Menschenrassen.

## Privatleben

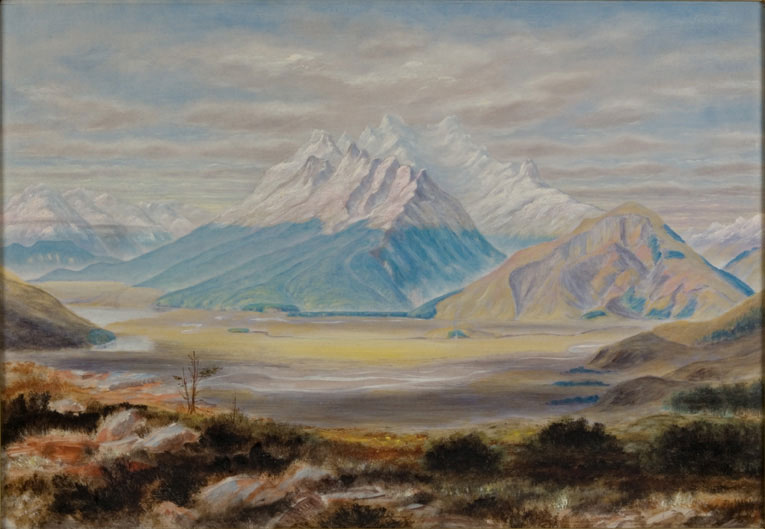
Mount Earnslaw, Gemälde von J.T. Turnbull.

Thompson war ein begeisterter Landschaftsmaler. Meist malte er mit Wasserfarben. Seine Werke sind künstlerisch weniger wertvoll, aber als Zeitzeugnisse vor allem des frühen Singapur von Interesse.
Thomson gehörte der Anglikanischen Kirche an.
Am 7. Oktober 1876 heiratete Thomson in Kaikoura Bank Jane Williamson aus Dunedin, Tochter eines der Pioniere der europäischen Besiedlung Neuseelands, mit der er neun Töchter hatte. Über seine Frau war er mit der Familie Hall-Johnes verbunden, zu der der frühere Premierminister William Hall-Jones gehört. Nach seinem Rückzug aus dem Amt zog die Familie in das von ihm selbst entworfene Haus „Lennel“ zurück nach Invercargill. Dieses Haus ist heute als Baudenkmal beim New Zealand Historic Places Trust registriert. Thomson starb am 16. Oktober 1884 in diesem Haus.

## Werke in Singapur

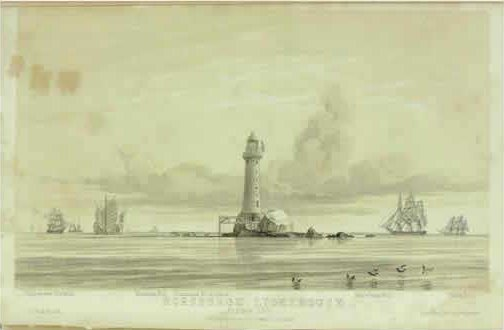
Horsburgh Lighthouse, Zeichnung von Thomson

- Thomsons Bericht von 1852 zu Singapurs Wasserversorgung führte 1862 zum Bau des Thomson Reservoir, des heutigen MacRitchie Reservoir.
- Seine Kartierung der Straße von Singapur machte eine wirksame Bekämpfung der Piraten in malayischen Gewässern möglich.
- Erkundung des Keppel Harbour.

- Brücken
  - Reparatur und Absenkung der Coleman Bridge.
  - Kallang Bridge, erste Brücke über den Kallang River, heute Thomson Bridge,
  - Kandang Kerbau Bridge

- Leuchttürme
  - Horsburgh Lighthouse auf Pedra Branca,
  - Barn Island Lighthouse
  - Peak Rock Lighthouse
  - Coney Island Lighthouse
  - Screw Pile Lighthouse auf der 2 1/2 Fathoms Bank

- sonstige Bauwerke
  - Pulvermagazin
  - Turm der St. Andrew’s Church,
  - European Seaman’s Hospital (Europäisches Seemannskrankenhaus),
  - Tan Tock Seng Hospital an der Serangoon Road.
  - Ellenborough Building
  - Dalhousie Obelisk
  - Her Majesty’s Jail (an der Outram Road)
  - Convict Jail
  - Chinesischer Markt
  - Hajjah-Fatimah-Moschee

## Werke in Neuseeland
- Stadtplanung von Invercargill
- Brücken über den Nord- und Südarm des Waianakarua River
- Hauptzufahrtsstraße von Dunedin
- Taieri Bridge

## Ehrungen

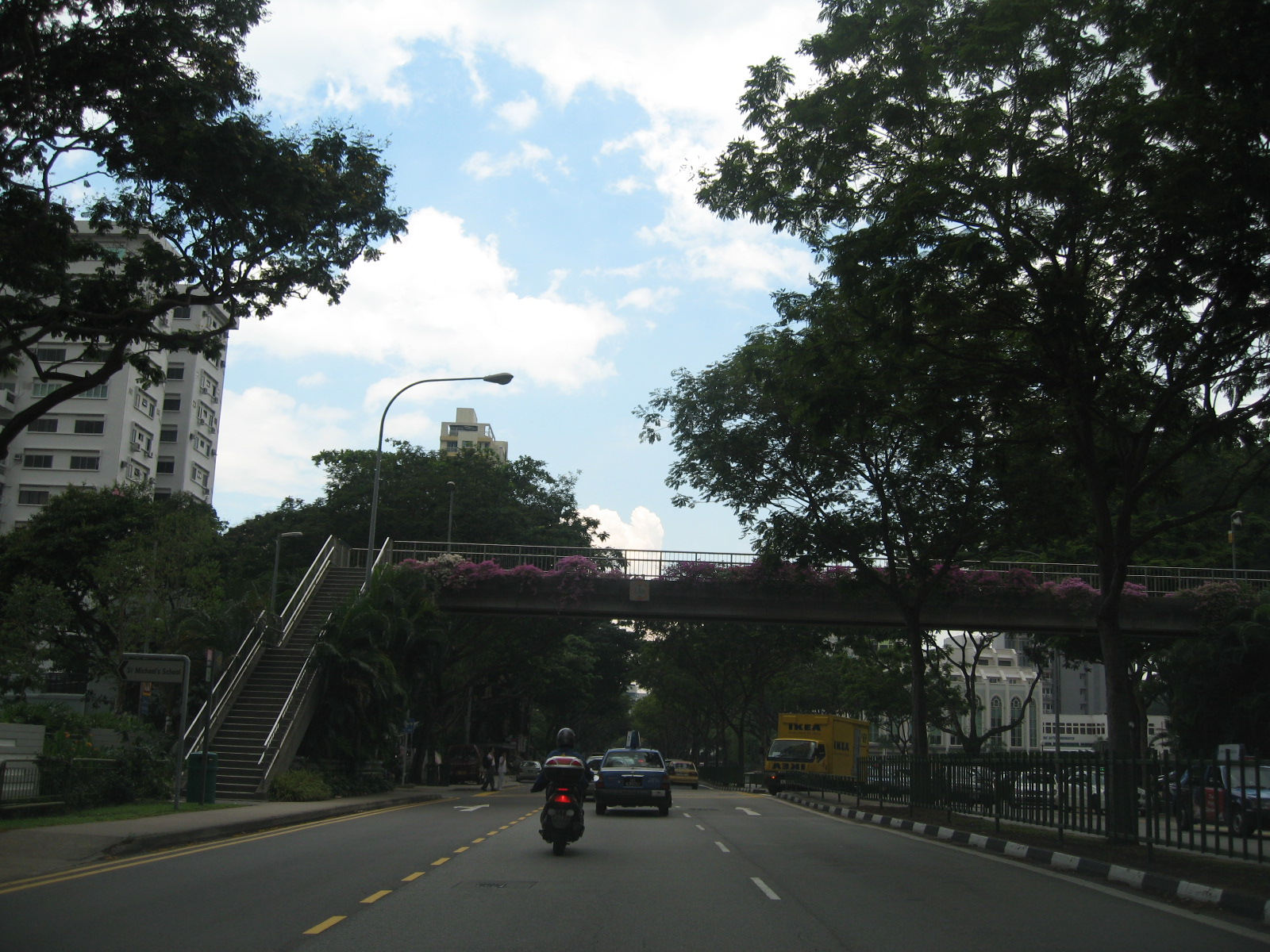
Thomson Road, Singapore

In Singapur tragen die Region Thomson im Stadtzentrum, zahlreiche Straßen, das Thomson Medical Centre und der Thomson/Whitley Park seinen Namen.
Sein Mausoleum und Familiengrab und sein Wohnhaus Lennel in Invercargill sind als Baudenkmäler registriert.

## Werke
- Extracts from a journal: kept during the performance of a reconnaissance survey of the southern districts of the province of Otago, New Zealand, s.n., 1858.
- Sketch of the Province of Otago: A Lecture, Being One of the Series Delivered at Dunedin, W. Lambert „Otago Colonist“ Office, 1858.
- An Outline of the Principles and Details Connected with the Colonial Survey of the Province of Otago, Otago Witness, 1891.
- William Thomas Locke Travers, Walter Baldock Durrant Mantell, Richard Taylor, Fraser (Capt.), Gilbert Mair, W. D. Campbell, Johann Friedrich Heinrich Wohlers, James West Stack, A. C. Baines, William Colenso, John Turnbull Thomson, Julius von Haast: The Māori, 1871.
- An Exposition of Processes and Results of the Survey System of Otago, Henry Wise & Company, 1875.
- Exploration and Travel in New Zealand, Royal Scottish Society of Arts, 1878.
- On the Cleansing of Towns, 1879.
- Ethnographical Considerations on the Whence of the Maori, Transactions of the New Zealand Institute, 1871.
- Rambles with a Philosopher, Or, Views at the Antipodes, Mills, Dick & Company, 1867. (Autobiografie zu seinen Vermessungsarbeiten in Neuseeland)